# 穆尔塔斯
穆尔塔斯，是西班牙安达卢西亚自治区格拉纳达省的一个市镇。总面积72平方公里，
2001年普查人口總數為725人，人口密度為每平方公里10人。